# Eleccions al Parlament Europeu de 1984 (Bèlgica)
Les eleccions al Parlament Europeu de 1984 a Bèlgica van ser les eleccions celebrades el 17 de juny per a escollir als 24 eurodiputats belgues per a la II legislatura del Parlament Europeu. Les eleccions van superar el 92% de la participació, més de 30 punts per sobre que la mitjana de tots els estats membre de les Comunitats Europees.

## Resultats
El Partit Cristià Popular va guanyar les eleccions del col·legi neerlandès amb un 32,53% dels vots de la comunitat flamenca enfront del 28,13% del Partit Socialista Flamenc, mentre que a la comunitat francesa va guanyar el Partit Socialista amb un 34,04% dels vots mentre que el Partit Cristià Social va obtenir el 21,24%.
Per faccions europees, els partits agrupats a la Unió dels Partits Socialistes de la Comunitat Europea van aconseguir 9 escons mentre que els membres del Partit Popular Europeu van obtenir 6 eurodiputats, els partits de la Federació de Partits Liberals i Demòcrates a Europa van aconseguir 5 representants, els partits de la Coordinació Europea de Partits Verds es van fer amb 2 escons i els membres de l'Aliança Lliure Europea 1 representant.
| Candidatura                                                                | Facció europea               | Sufragis                     | Sufragis                     | Escons                           | Escons                           |
| Candidatura                                                                | Facció europea               | Vots                         | %                            | Dip.                             | Dif.                             |
| Col·legi electoral francòfon                                               | Col·legi electoral francòfon | Col·legi electoral francòfon | Col·legi electoral francòfon | Col·legi electoral francòfon     | Col·legi electoral francòfon     |
| -------------------------------------------------------------------------- | ---------------------------- | ---------------------------- | ---------------------------- | -------------------------------- | -------------------------------- |
| Partit Socialista (PS)                                                     | UPSCE                        | 762.293                      | 34,04%                       | 5                                | ▲ 1                              |
| Partit Reformista Liberal (PRL)                                            | LDE                          | 540.610                      | 24,14%                       | 3                                | ▲ 1                              |
| Partit Social-Cristià (PSC)                                                | PPE                          | 436.108                      | 21,24%                       | 2                                | ▼ 1                              |
| Ecolo                                                                      | CEPV                         | 220.663                      | 9,85%                        | 1                                | ▲ 1                              |
| Front Democràtic dels Francòfons - Ral·li Való                             | ALE (RV)                     | 142.879                      | 6,38%                        |                                  | ▼ 2                              |
| Partit Comunista de Bèlgica                                                |                              | 61.605                       | 2,75%                        |                                  |                                  |
| Presència Valona a Europa                                                  |                              | 51.903                       | 2,32%                        |                                  |                                  |
| Partit dels Treballadors de Bèlgica                                        |                              | 13.082                       | 0,42%                        |                                  |                                  |
| Partit dels Treballadors Socialistes - Lliga Revolucionara de Treballadors |                              | 10.471                       | 0,30%                        |                                  |                                  |
| Col·legi electoral neerlandès                                              |                              |                              |                              |                                  |                                  |
| Partit Cristià Popular (CVP)                                               | PPE                          | 1.132.682                    | 32,53%                       | 4                                | ▼ 3                              |
| Partit Socialista Flamenc (BSP)                                            | UPSCE                        | 979.702                      | 28,13%                       | 4                                | ▲ 1                              |
| Partit de la Llibertat i el Progrès (PVV)                                  | LDE                          | 494.277                      | 14,19%                       | 2                                | Es manté                         |
| Unió del Poble (VU)                                                        | ALE                          | 484.494                      | 13,91%                       | 2                                | ▲ 1                              |
| Agalev                                                                     | CEPV                         | 246.712                      | 7,08%                        | 1                                | ▲ 1                              |
| Bloc Flamenc                                                               |                              | 73.174                       | 2,10%                        |                                  |                                  |
| Partit dels Treballadors de Bèlgica                                        |                              | 30.555                       | 0,88%                        |                                  |                                  |
| Partit Comunista de Bèlgica                                                |                              | 25.774                       | 0,74%                        |                                  |                                  |
| Partit dels Treballadors Socialistes - Lliga Revolucionara de Treballadors |                              | 14.910                       | 0,43%                        |                                  |                                  |
| Vots a candidatures                                                        | Vots a candidatures          | 5.721.894                    | 89,07%                       | 24                               |                                  |
| Vots nuls o no vàlids                                                      | Vots nuls o no vàlids        | 702.274                      | 10,93%                       | Servei Públic Federal - Interior | Servei Públic Federal - Interior |
| Vots emesos                                                                | Vots emesos                  | 6.424.168                    | 92,09%                       | Servei Públic Federal - Interior | Servei Públic Federal - Interior |
| Cens total                                                                 | Cens total                   | 6.975.855                    |                              | Servei Públic Federal - Interior | Servei Públic Federal - Interior |